# Altica lythri
Altica lythri é uma espécie de insetos coleópteros polífagos pertencente à família Chrysomelidae.
A autoridade científica da espécie é Aube, tendo sido descrita no ano de 1843.
Trata-se de uma espécie presente no território português.